# Plegafulles alafosc
El plegafulles alafosc (Philydor pyrrhodes) és una espècie d'ocell de la família dels furnàrids (Furnariidae).